# Нуволари, Тацио
Та́цио Джо́рджо Нувола́ри (итал. Tazio Giorgio Nuvolari; 16 ноября 1892, Кастель-д'Арио — 11 августа 1953, Мантуя) — итальянский автогонщик и мотогонщик, известный как «Летающий Мантуанец» (итал. Il Mantovano Volante), чемпион Европы 1932 года.

## Карьера
Нуволари родился в Кастель-д’Арио (Мантуя, Ломбардия). Он был четвёртым сыном Артуро Нуволари, известного велосипедиста.
В возрасте 23 лет получил лицензию мотогонщика, но затем его сразу забрали в итальянскую армию в качестве водителя.
Карьера Нуволари началась 20 июня 1920 года, когда он участвовал в первой своей официальной гонке в Кремоне. 20 марта 1921 года он выиграл свою первую гонку в Вероне.
Нуволари стал профессиональным гонщиком и выступал вместе с Энцо Феррари. Он быстро завоевал популярность в Италии, получив прозвища от болельщиков «Il campionissimo delle due ruote», «the two wheeler Campionissimo».
Начав выступать в Гран-при, он выигрывал престижную гонку Targa Florio, на Сицилии, в 1931 и 1932 годах, управляя Alfa Romeo 8C. В 1932 он доминировал в Гран-при, выиграв Гран-при Монако, Франции и Италии.
Самую свою известную победу Нуволари одержал на Гран-при Германии 1935 года, когда управляя Alfa Romeo P3, он, борясь с лучшими пилотами Германии из команд Auto Union и Mercedes Benz в присутствии Адольфа Гитлера смог выиграть гонку, занимая по ходу гонки 6 место.
Умер в своей постели в августе 1953 года от инсульта.
Фердинанд Порше сказал о Нуволари: «Величайший пилот прошлого, настоящего и будущего».
В 1998 году он был включен в Международный зал славы автоспорта.
На могиле Тацио Нуволари написано: «Последний из великих, первый из современных».
Через 50 лет после его смерти Audi создала концепт-кар в память об Нуволари под названием Audi Nuvolari Quattro.

## Результаты вчемпионате Европы
Жирным шрифтом выделены поул-позиции
| Год  | Команда          | Производитель | 1        | 2        | 3        | 4        | 5        | Место | Очки* |
| ---- | ---------------- | ------------- | -------- | -------- | -------- | -------- | -------- | ----- | ----- |
| 1931 | Alfa Corse       | Alfa Romeo    | ИТА сход | ФРА 11   | БЕЛ 2    |          |          | 8     | 13    |
| 1932 | Alfa Corse       | Alfa Romeo    | ИТА 1    | ФРА 1    | ГЕР 2    |          |          | 1     | 4     |
| 1935 | Scuderia Ferrari | Alfa Romeo    | БЕЛ      | ГЕР 1    | ШВА 5    | ИТА сход | ИСП сход | 4     | 24    |
| 1936 | Scuderia Ferrari | Alfa Romeo    | МОН 4    | ГЕР сход | ШВА сход | ИТА 2    |          | 3     | 17    |
| 1937 | Scuderia Ferrari | Alfa Romeo    | БЕЛ      | ГЕР 4    | МОН      |          | ИТА 7    | 7=    | 28    |
| 1937 | Auto Union       | Auto Union    |          |          |          | ШВА 5    |          | 7=    | 28    |
| 1938 | Auto Union       | Auto Union    | ФРА      | ГЕР сход | ШВА 9    | ИТА 1    |          | 5=    | 20    |
| 1939 | Auto Union       | Auto Union    | БЕЛ сход | ФРА сход | ГЕР сход | ШВА 5    |          | 4=    | 19    |

Система начисления очков — 1 место — 1, 2 — 2, 3 — 3, прохождение более 75 % дистанции — 4, от 50 до 75 % — 5, 25-50 % — 6, менее 25 % — 7, не участие/дисквалификация — 8